# Faniídeos
Fanniidae é uma família de moscas verdadeiras composta por um grupo de aproximadamente 360 espécies distribuídas em cinco gêneros, encontrada em todas as regiões biogeográficas, exceto nos pólos, sendo mais predominante em regiões temperadas. Os adultos de Fanniidae são encontrados frequentemente em meio rural, em áreas de florestas sobre arbustos ou em flores. As larvas apresentam hábito saprófago e desenvolvem-se nos mais diferentes substratos como matéria orgânica em decomposição, fungos e fezes, ou associados aos rejeitos de ninhos de abelhas ou ninhos de pássaros.  Muitas espécies têm hábitos sinantrópicos e podem causar impactos econômicos, enquanto outras possuem importância forense e de saúde pública. A mosca doméstica menor Fannia canicularis é uma espécie sinantrópica mundial, pois é bem adaptada à urbanização e convive próximo ao homem.

## Gêneros
- Fannia Robineau-Desvoidy, 1830;
- Piezura Rondani, 1866;
- Euryomma Stein, 1899;
- Australofannia Pont, 1977
- Zealandofannia Domínguez & Pont, 2014

## Características de Identificação
A principal característica dessa família nos adultos é a presença da veia A1 + CuA2 curta e a veia subcostal não sinuosa, com curvatura apical suave para frente em direção à costal. Também apresentam uma cerda forte na porção submediana da face dorsal da tíbia posterior. A perna mediana geralmente é modificada na superfície ventral, com muitos grupos de pelos, espinhos ou tubérculos. A placa fronto-orbital é larga com margens internas convexas, cerda orbital proclinada e cerdas interfrontais cruzadas ausentes.
Os ovos são alongados, com um par de franjas latero-dorsais. As larvas são muito características, apresentam corpo achatado dorsoventralmente e ornamentado por numerosos processos laterais, que partem das regiões dorsal e lateral do corpo. Possuem cutícula engrossada com espiráculos protorácicos com 3 a 12 processos curtos ou digitiformes, o espiráculo posterior dorsal, geralmente se apresenta em curtos pedúnculos.